# Theory in Practice
Theory in Practice è una band svedese Technical Death metal che annovera molte influenze dal Progressive metal.

## Storia dei Theory in Practice
La band scrive canzoni molto tecniche e complesse con frequenti cambi di tempo. La loro formazione risale al Luglio 1995. Dopo un anno di prove ed esibizioni live, registrarono una demo chiamata Submissive presso gli Abyss Studio. Dopo la demo, hanno registrato tre album completi. Dal 2002 al 2015 la band è rimasta inattiva. Nel 2015 hanno pubblicato un EP: Evolving Transhumanism

## Formazione

### Formazione attuale
- Henrik Ohlsson - voce, batteria
- Peter Lake - chitarra
- Mattias Engstrand - basso, tastiere
- Patrik Sjoberg (musicista) - batteria in Colonizing the Sun

### Ex componenti
- Johan Ekman - voce, chitarra in Third Eye Function

## Discografia
Album in studio
- 1997 - Third Eye Function
- 1999 - The Armageddon Theories
- 2002 - Colonizing the Sun
- 2015 - Evolving Transhumanism

Demo
- 1996 - Submissive